# Безсмертна партія

Перебіг партії

Безсме́ртна па́ртія — назва «легкої» (тренувальної) шахової партії, яку зіграли між собою Адольф Андерсен і Ліонель Кізерицький 21 червня 1851 року в Лондоні, під час проведення там I міжнародного шахового турніру. У серпні 1855 року австрійський шаховий композитор і теоретик Конрад Баєр проаналізував гру на сторінках газети «Вінер Шахцайтунґ» під заголовком «Безсмертна партія» (нім. Eine unsterbliche Partie), після чого ця назва закріпилася за партією.
Існували також версії, що назву «безсмертна» запропонував уперше австрієць Ернст Фалькбеєр або німець Філіпп Гіршфельд.
Королівський гамбіт

1. е4 е5 2. f4 ef 3. Сc4 Фh4+ 4. Крf1 b5? 5. С:b5 Кf6 6. Кf3 Фh6 7. d3 Кh5 8. Кh4 Фg5? 9. Кf5 c6 10. g4 Кf6 11.Тg1! cb 12. h4 Фg6 13. h5 Фg5 14. Фf3 Кg8 15. С:f4 Фf6 16. Кc3 Сc5 17. Кd5 Ф:b2 18. Сd6 С:g1 19. e5!! Ф:а1+ 20. Крe2 Кa6 21. К:g7+ Крd8 22. Фf6+!! К:f6 23. Сe7x
Ця шахова партія відбулася 21 червня 1851 року в Лондоні під час проведення там I міжнародного шахового турніру. Білими грав німець Адольф Андерсен, чорними — француз Ліонель Кізерицький. Білі, пожертвувавши під час комбінації дві тури, слона та ферзя, оголошують чорним чистий, економічний і дзеркальний мат. Партія викликала велике захоплення сучасників і стала яскравим прикладом романтизму, що панував у шахах середини XIX сторіччя.
За аналогією до цієї всесвітньовідомої партії назву «безсмертна» згодом отримав ряд партій: безсмертна російська партія (Олексій Шишкін — Григорій Гельбак, Петербург, 1889); безсмертна польська партія (Ґлюксберґ — Мєчислав Найдорф, Варшава, 1930); безсмертна українська партія (Юхим Корчмар — Овсій (Євсей) Поляк, Київ, 1937); безсмертна нічия (таку назву носять щонайменше 2 гри: Карл Гамппе — Філіпп Майтнер, Відень, 1870 чи 1872 і Александр Алехін — Ріхард Реті, Відень, 1922) та інші.